# لیساندرو ماگایان
لیساندرو ماگایان (اسپانیایی: Lisandro Magallán‎؛ زادهٔ ۲۷ سپتامبر ۱۹۹۳) بازیکن فوتبال اهل آرژانتین است.
از باشگاه‌هایی که در آن بازی کرده‌است می‌توان به باشگاه فوتبال روساریو سنترال، باشگاه فوتبال بوکا جونیورز، و باشگاه فوتبال جیمناسیا لاپلاتا اشاره کرد.
وی همچنین در تیم‌های ملی فوتبال زیر ۲۰ سال آرژانتین و زیر ۲۳ سال آرژانتین بازی کرده‌است.